# ストライク・アップ・ザ・バンド (映画)
『ストライク・アップ・ザ・バンド』(Strike Up the Band) は、1940年のアメリカ合衆国のミュージカル映画。
メトロ・ゴールドウィン・メイヤーのアーサー・フリードのチームによりプロデュースされた。バスビー・バークレーが監督したミュージカル映画で『青春一座』に続きミッキー・ルーニーとジュディ・ガーランドが共演した2作目となった。
1927年のミュージカル『ストライク・アップ・ザ・バンド (ミュージカル)』を基にし、1930年のブロードウェイでの改訂版も好評であったが、タイトル曲以外はほとんど異なっている。

## あらすじ
リバーウッド高校の生徒であるジミー・コナーズ(ミッキー・ルーニー)はスクール・バンドでドラムを担当しているが、ダンス・バンドでの演奏を夢見る。ガールフレンドのメアリー・ホルデン(ジュディ・ガーランド)と共に校長に、ダンス・オーケストラを結成してダンス・パーティを開催し、学校の資金を集めることを提案する。校長は最初いぶかしげだったが、結局は1枚目のチケットの購入に同意する。パーティは成功し、楽器購入に要した学校の借金はこれで完済する。
著名なバンド・リーダーのポール・ホワイトマン(本人)がシカゴで行われる高校音楽グループ・コンテストのスポンサーとなり、ジミーは出場を決意する。資金集めのショーのため、3週間で生徒たちは脚本、制作、上演を行なう。『Nell from New Rochelle』と題したメロドラマを上演して成功を収めるが、それでも資金が足りずにホワイトマンから借金する。バンド・メンバーのウィリー(ラリー・ナン)が怪我をして緊急手術が必要になり、これまで集めた資金を使ってシカゴで手術を受けさせる。
ギリギリのところでジミーたちはシカゴ行き特急電車の無料券を手に入れる。シカゴで行なわれたコンテストで優勝して賞金500ドルを手に入れる。ジミーは全出場バンドによるグランド・フィナーレ『ストライク・アップ・ザ・バンド』の指揮をする栄誉を得る。

## キャスト
- ジミー・コナーズ:ミッキー・ルーニー
- メアリー・ホルデン:ジュディ・ガーランド
- 本人:ポール・ホワイトマン&オーケストラ
- バーバラ・フランセス・モーガン:ジューン・プレイザー
- フィリップ・ターナー:ウィリアム・トレイシー
- ウィリー・ブリュースター:ラリー・ナン
- アニー:マーガレット・アーリー
- コナーズ夫人:アン・シューメイカー
- ジャッド氏:フランシス・ピアロット
- メイ・ホルデン夫人:ヴァージニア・ブリザック
- モーガン氏:ジョージ・レッシー
- モーガン夫人:エニド・ベネット
- 医師:ハワード・ヒックマン
- ミス・ホッジェス:サラ・エドワーズ
- ホルデン氏:ミルトン・キビー
- ブリュースター夫人:ヘレン・ジェローム・エディ

| ヴァージニア・セイル     | 音楽教師                                                         |
| マーガレット・マーキー   | 図書室でメアリーに『アントニーとクレオパトラ』について尋ねる少女 |
| ヴォンデル・ダー         | 図書室でメアリーに『The Indian Love Lyrics』について尋ねる少女   |
| チャールズ・スミス       | 図書室でメアリーに『ローマ帝国衰亡史』について尋ねる少年         |
| ヘンリー・ロケモア       | モリソン氏                                                       |
| シドニー・ミラー         | シド。生徒の1人                                                  |
| ヴィクター・ヴィントン   | 生徒                                                             |
| ドン・キャッスル         | チャーリー                                                       |
| ジョー・ユール           | フェアのチケット売り                                             |
| ジャック・アルバートソン | フェアの客引き                                                   |
| ジャック・マルホール     | コンテストの勝者を告げる電話の男                                 |

## 楽曲
当時のMGMの様式通り、サウンドトラックはステレオで収録され、モノラルでリリースされた。オリジナルのステレオ版がいくつか残っており、『Mickey Rooney - Judy Garland Collection』などのホームビデオに収録されている。
- ストライク・アップ・ザ・バンド Strike up the Band (1927) - ジョージ・ガーシュウィン作曲、アイラ・ガーシュウィン作詞
  - オープニング・クレジットでガーランド、ルーニーが歌唱、フィナーレでコーラス
- Our Love Affair (1939) - ロジャー・イーデンス作曲、アーサー・フリード作詞
  - オープニングおよびエンドクレジット
  - オーケストラの伴奏およびルーニーのピアノ演奏でガーランドが歌唱
  - アニメのフルーツ・オーケストラでのリプライズ
  - バンドのリハーサル、ダンス・シーンでのリプライズ
  - フィナーレでのガーランド、ルーニーによるリプライズ
  - 背景音楽として度々演奏
- Do the La Conga (1939) - ロジャー・イーデンス作詞作曲
  - ガーランド、ルーニー、ミラーによるパフォーマンス
  - ダンス・シーンでのトレイシー、コーラス
  - フィナーレでのキャストによるリプライズ
- Nobody (1939) - ロジャー・イーデンス作詞作曲
  - ガーランドによる歌唱
- Oh Where, Oh Where Has My Little Dog Gone? (クレジット無し) - 伝統曲
  - フェアのシーンの始めの背景音楽
- The Gay Nineties - ロジャー・イーデンス作詞作曲
  - ガーランド、ルーニー、トレイシーによるパフォーマンス
  - エルクス・クラブでのショーでアーリーとコーラス
- Nell of New Rochelle (1939) -  ロジャー・イーデンス作詞作曲
  - エルクス・クラブでのショーでガーランド、ルーニー、コーラスによるパフォーマンス
- Walking Down Broadway (クレジット無し) - 伝統曲、ロジャー・イーデンス編曲
  - 「Nell of New Rochelle」のシーンでコーラスによる歌唱
- "A Man Was the Cause of It All" (1939) - ロジャー・イーデンス作詞作曲
  - 「Nell of New Rochelle」のシーンでガーランドによる歌唱
- 舞踏会のあとで After the Ball (1891) - チャールズ・ハリス作曲
  - 「Nell of New Rochelle」のシーンのダンス音楽
- Sobre las olas (Over the Waves) (1887) (クレジット無し) - フベンティーノ・ローサス作曲
  - 「Nell of New Rochelle」のシーンの背景音楽
- Heaven Will Protect the Working Girl (1909) (クレジット無し) - A・ボールドウィン・スローン作曲、エドガー・スミス作詞
  - 「Nell of New Rochelle」のシーンでガーランド、ルーニー、コーラスによる歌唱
- 埴生の宿 Home, Sweet Home (1823) (クレジット無し) - HRビショップ作曲
  - ネルがゆりかごを揺らす際の背景音楽
- Ta-ra-ra Boom-de-ay (1891) (クレジット無し) - ヘンリー・J・セイヤーズ
  - 「Nell of New Rochelle」のシーンでコーラスが歌う中、プレイザーが歌い踊る
  - 「Nell of New Rochelle」のシーンのフィナーレにてリプライズ
- Come Home, Father (1864) (クレジット無し) - ヘンリー・クレイ・ワーク作詞作曲
  - 「Nell of New Rochelle」のシーンでナンとガーランドによる歌唱
- The Light Cavalry Overture (クレジット無し) -  フランツ・フォン・スッペ作曲
  - 「Nell of New Rochelle」のシーンで度々流れる
- Rock-a-Bye Baby (1886) (クレジット無し) - エフィ・カニング
  - ウィリーが帰宅する際の背景音楽
- Five Foot Two, Eyes of Blue (Has Anybody Seen My Girl?) (クレジット無し) - レイ・ヘンダーソン作曲
  - ジミーとバーバラが両親を待つ間の背景音楽
- When Day is Done (クレジット無し) - ロバート・カッシャー作曲
  - バーバラのパーティにてポール・ホワイティング&オーケストラによるオープニング
- Wonderful One (クレジット無し) - ポール・ホワイティング、ファード・グロフ・シニア作曲
  - バーバラのパーティにてポール・ホワイティング&オーケストラによるダンス音楽
- Drummer Boy (1939) - ロジャー・イーデンス作曲、イーデンス、アーサー・フリード作詞
  - バーバラのパーティにてガーランド、ドラムとヴィブラフォンのルーニー、バンド・メンバーによるパフォーマンス
  - フィナーレにてキャストによるリプライズ
- China Boy (クレジット無し-) - ディック・ウィンフリー、フィル・ブティユ
  - シカゴへの行程およびコンテストのモンタージュの背景音楽
- Hands Across the Table (1934) (クレジット無し) - ジャン・デレトル作曲
  - シカゴへの行程およびコンテストのモンタージュの背景音楽
- Limehouse Blues (1922) (クレジット無し) - フィリップ・ブラハム作曲
  - シカゴへの行程およびコンテストのモンタージュの背景音楽
- タイガー・ラグ Tiger Rag (1918) (クレジット無し) - エドウィン・エドワーズ、ニック・ラロッカ、トニー・スバーバロ、ヘンリー・ラガス、ラリー・シールズ
  - シカゴへの行程およびコンテストのモンタージュの背景音楽
- コロンビア・大洋の宝 Columbia, the Gem of the Ocean (1843) (クレジット無し) - トーマス・ベケット編曲
  - 終盤、旗の掲揚の背景音楽

## 評価

### 興行収入
MGMの記録によると、アメリカとカナダで$2,265,000、それ以外で$1,229,000 の興行収入があり、利益は$1,539,000であった。

## 受賞歴
公開から1年後の1941年、アカデミー賞3部門にノミネートされた。ロジャー・イーデンスとジョージ・ストールはアカデミー作曲賞、楽曲「Our Love Affair」でアカデミー歌曲賞にノミネートされ、MGMのサウンド・ディレクターであるダグラス・シアラーはアカデミー録音賞を受賞した。
2006年、アメリカン・フィルム・インスティチュートより、ミュージカル映画ベストにノミネートされた。

## ホームメディア
1991年1月30日、MGMからVHSがリリースされ、2007年9月25日、ワーナー・ホーム・ビデオから『The Mickey Rooney & Judy Garland Collection』の一環として、2018年10月2日、ワーナー・アーカイブ・コレクションから本作のみのDVDがリリースされ、2020年6月23日、ブルーレイがリリースされた。

## ポピュラーカルチャー
『ストライク・アップ・ザ・バンド』は以下の作品に登場する:
- ザッツ・エンターテインメント (1974)
- Musicals Great Musicals: The Arthur Freed Unit at MGM (1996) (TV)
- Hollywoodism: Jews, Movies and the American Dream (1998) (TV)